# Gora Bokovaja
Gora Bokovaja (englische Transkription von russisch Гора Боковая Gora Bokowaja) ist ein Nunatak im ostantarktischen Mac-Robertson-Land. In den Prince Charles Mountains ragt er unmittelbar westlich des Manning-Massivs im östlichen Teil der Aramis Range auf.
Russische Wissenschaftler benannten ihn. Der weitere Benennungshintergrund ist nicht hinterlegt.